# Ramzi Yousef
Ramzi Yousef (em árabe: ﻳﻮﺳﻒ ﻳﻮﺳﻒ Ramzī Yūsuf; nascido em 27 de abril de 1968) é cidadão paquistanês condenado e encarcerado por terrorismo internacional, sendo considerado um dos principais responsáveis pelo atentado de 1993 ao World Trade Center, o Bombardeio do voo 434 da Philippine Airlines, e foi corresponsável e conspirador na Operação Bojinka. Em 1995, ele foi preso pelo Serviço de Informações Inter-Serviços do Paquistão (ISI) e pelo Serviço de Segurança Diplomática dos EUA em uma pousada em Islamabad, Paquistão, enquanto tentava colocar uma bomba em um boneco. Extraditado para os Estados Unidos, ele foi julgado no Tribunal Distrital dos EUA pelo Distrito Sul de Nova York, juntamente com dois co-conspiradores e foi condenado pelo planejamento da Operação Bojinka. Ele recebeu duas sentenças de prisão perpétua por sua participação no atentado à bomba de 1993 do World Trade Center e na conspiração Bojinka. O tio materno de Yousef é Khalid Sheikh Mohammed, com quem supostamente conspirou o plano  Bojinka. Sheikh Mohammed fora membro sênior da Al-Qaeda, acusado de ser o principal arquiteto dos ataques de 11 de setembro de 2001. Yousef está cumprindo prisão perpétua em ADX Florence, localizada perto de Florence, Colorado.

## Início da vida
Acredita-se que o nome "Ramzi Yousef" seja um alias. A Comissão do 11 de setembro afirmou que o nome verdadeiro de Yousef é Abdul Basit Mahmoud Abdul Karim. Ele nasceu no Kuwait de pais que eram ambos do Paquistão. Seu pai é Mohammed Abdul Karim do Balochistão, Paquistão. Acredita-se que sua mãe seja a irmã de Khalid Sheikh Mohammed.
Quando sua família retornou ao Paquistão em meados dos anos 80, Yousef foi enviado ao Reino Unido para obter educação. Em 1986, ele se matriculou no Instituto Swansea, no País de Gales, onde estudou engenharia elétrica, graduando-se quatro anos depois. Ele também estudou no Oxford College of Further Education para melhorar seu inglês.
Yousef deixou o Reino Unido depois de completar seus estudos e retornou ao Paquistão. Ele começou a aprender a fabricar bombas em um campo de treinamento de terroristas em Peshawar, antes de viajar para os Estados Unidos em 1992.

## Atentado ao World Trade Center em 1993
O atentado a bomba do World Trade Center foi um ataque terrorista ocorrido em 26 de fevereiro de 1993, quando um carro-bomba foi detonado abaixo da Torre 1 do World Trade Center em Nova York. O dispositivo reforçado com nitrogênio gasoso de ureia de 1 500 lb (680 kg) foi projetado para derrubar a Torre Norte (Torre 1) na Torre Sul (Torre 2), para derrubar as duas torres e matar milhares de pessoas. Não conseguiu fazê-lo, mas matou seis civis e feriu 1 042, incluindo 919 civis (incluindo um trabalhador do EMS), 88 bombeiros e 35 policiais.
Ramzi Yousef enviou uma carta ao The New York Times após o atentado em que expressava seu motivo:
Nós somos, o quinto batalhão do Exército de Libertação, declaramos nossa responsabilidade pela explosão no prédio mencionado. Essa ação foi feita em resposta ao apoio político, econômico e militar dos EUA a Israel, ao estado do terrorismo e ao resto dos países ditadores da região.

Nossas demandas são:
1. Pare toda a ajuda militar, econômica e política a Israel.
2. Todas as relações diplomáticas com Israel devem parar.
3. Não interferir em nenhum dos assuntos internos dos países do Oriente Médio.

Se nossas demandas não forem atendidas, todos os nossos grupos funcionais no exército continuarão executando nossas missões contra alvos militares e civis dentro e fora dos Estados Unidos. Para sua própria informação, nosso exército tem mais de cento e cinquenta soldados suicidas prontos para ir em frente. O terrorismo que Israel pratica (que é apoiado pela América) deve ser enfrentado com um semelhante. A ditadura e o terrorismo (também apoiados pela América) de que alguns países estão praticando contra seu próprio povo também precisam enfrentar o terrorismo.
O povo americano deve saber que seus civis que foram mortos não são melhores do que aqueles que estão sendo mortos pelas armas e apoio americanos.

O povo americano é responsável pelas ações de seu governo e eles devem questionar todos os crimes que seu governo está cometendo contra outras pessoas. Ou eles - americanos - serão os alvos de nossas operações que poderiam diminuí-los.

### Chegada aos Estados Unidos
Em 1 de setembro de 1992, Yousef entrou nos Estados Unidos com um passaporte iraquiano de autenticidade duvidosa. Seu companheiro, Ahmed Ajaj, carregou vários documentos de imigração, entre os quais um passaporte sueco grosseiramente falsificado. Fornecendo uma cortina de fumaça para facilitar a entrada de Yousef, Ajaj foi preso no local quando funcionários da imigração encontraram manuais de bombas, vídeos de carros-bomba e uma folha de dicas sobre como mentir para os inspetores de imigração dos EUA em sua bagagem. Os diretores do programa antiterrorismo americano mais tarde amarraram os planos de viagem a um telefonema do xeque Omar Abdel-Rahman, um militante muçulmano egípcio, ao número de telefone paquistanês 810 604.
Yousef ficou detido por 72 horas e foi repetidamente interrogado, mas as celas de detenção do INS estavam superlotadas. Yousef, solicitando asilo político, recebeu uma data de audiência de 9 de novembro de 1992. Ele disse à polícia de Jersey que era Abdul Basit Mahmud Abdul Karim, um nacional paquistanês nascido e criado no Kuwait, e que havia perdido seu passaporte. Em 31 de dezembro de 1992, o Consulado Paquistanês em Nova York emitiu um passaporte temporário para Abdul Basit Mahmud Abdul Karim (SAAG 484 2002).
Yousef viajou por Nova York e Nova Jersey, durante os quais ligou para Abdel-Rahman pelo celular. Entre 3 de dezembro e 27 de dezembro de 1992, ele fez teleconferências para números-chave no Balochistão, Paquistão (SAAG 484 2002).
Ajaj nunca reclamou os manuais e fitas, que permaneceram no escritório de Nova York do Federal Bureau of Investigation (FBI) depois que a juíza Reena Raggi ordenou os materiais liberados em dezembro de 1992.

### Montagem da bomba
Yousef, auxiliado por Mohammed A. Salameh e Mahmud Abouhalima, começou a montar o dispositivo de óleo de nitrato de uréia de 1 500 libras (680 kg) em sua casa na Pamrapo Avenue em Jersey City, pronto para ser entregue ao WTC em 26 de fevereiro de 1993. Ele pediu produtos químicos em seu quarto de hospital quando ele ficou ferido em um acidente de carro - um dos três acidentes causados por Salameh no final de 1992 e no início de 1993.
Falando em código por telefone em 29 de dezembro de 1992, Ajaj disse a Yousef que ele havia obtido a liberação dos manuais de bombas, mas avisou a Yousef que pegá-los poderia colocar em risco seu "negócio". Em um livro carregado por Ajaj, em 1992, havia uma palavra traduzida pelo FBI como significando "a regra básica". Mais tarde, descobriu-se que era da Al Qaeda, que significa "a base".
Durante uma entrevista ao 60 Minutes da CBS em 2002, o co-conspirador Abdul Rahman Yasin disse que Yousef originalmente queria bombardear os bairros judeus em Nova York. Yasin acrescentou que depois de fazer uma turnê em Crown Heights e Williamsburg, Yousef mudou de ideia. Yasin alegou que Yousef foi educado na fabricação de bombas em um campo de treinamento em Peshawar, Paquistão.

### Explosão e consequência
Yousef alugou uma van Ryder e, em 26 de fevereiro de 1993, carregou-a com poderosos explosivos. Ele colocou quatro caixas de papelão na parte de trás da van, cada uma contendo uma mistura de sacos de papel, jornais, uréia e ácido nítrico; ao lado deles, colocou três cilindros de metal vermelho de hidrogênio comprimido. Quatro grandes recipientes de nitroglicerina foram carregados no centro da van com as tampas de jateamento Atlas Rockmaster conectadas a cada um. (Reeve (1999), pp 154).
A van foi levada para a garagem do World Trade Center, onde explodiu. Usando seu passaporte paquistanês, Yousef escapou dos Estados Unidos horas depois. Acredita-se que ele fugiu para o Iraque e depois para o Paquistão. Como resultado do bombardeio, o FBI adicionou Yousef como a 436ª pessoa em sua lista dos dez fugitivos mais procurados em 21 de abril de 1993.

## Tentativa de assassinato de Benazir Bhutto em 1993
Depois de voltar ao Paquistão em fevereiro de 1993, Yousef se escondeu. Naquele verão, ele supostamente assinou um contrato para assassinar a primeira-ministra do Paquistão, Benazir Bhutto, que foi planejado por membros da Sipah-e-Sahaba. O plano falhou quando Yousef e Abdul Hakim Murad foram interrompidos pela polícia do lado de fora da residência de Bhutto. Yousef decidiu abortar o bombardeio e explodiu quando ele estava tentando recuperar o dispositivo. Ele escapou e se escondeu durante a investigação.

## Tentativa de bombardeio de um avião americano em 1995
Apesar da perseguição internacional, Yousef escapou de Manila para o Paquistão. Em 31 de janeiro de 1995, ele voou do Paquistão para a Tailândia e se encontrou com uma associada, Istaique Parker. Yousef disse a Parker para verificar duas malas cheias de bombas, uma num voo da Delta Air Lines e outra num voo da United Airlines. Ambas as bombas foram programadas para explodir em áreas populosas dos EUA. Parker passou a maior parte do dia no aeroporto, mas teria ficado com medo de abordar as companhias aéreas com as malas. Finalmente, Parker retornou ao hotel de Yousef e mentiu que os funcionários das seções de carga aérea pediam passaportes e impressões digitais, tornando muito arriscado seguir em frente com o plano.
Yousef, querendo colocar as bombas em um avião com destino aos EUA, ligou para um amigo com imunidade diplomática no Catar, que estava disposto a levar as malas para Londres e levá-las para os EUA. O plano era que elas explodissem durante o voo e destruíssem o avião. Yousef planejava usar a imunidade diplomática do amigo para garantir que as malas fossem carregadas no avião. De acordo com o livro de Simon Reeve, The New Jackals, o nome desse amigo não foi revelado, mas seu pai é considerado um político muito importante e membro principal do establishment no Qatar (na época, o tio materno de Yousef, Khalid Sheikh Mohammed, estava morando no Catar como convidado de um funcionário do gabinete do Catar). No entanto, houve um problema e as malas não foram despachadas. Yousef e Parker retornaram ao Paquistão em 2 de fevereiro de 1995.

## Prisão, condenação e vida na prisão
A  casa onde Yousef foi capturado após uma denúncia de Istaique Parker, em 7 de fevereiro de 1995, Agentes de Inteligência Inter-Serviços do Paquistão (ISI) e Agentes Especiais do Serviço de Segurança Diplomática dos EUA, incluindo Bill Miller e Jeff Riner invadiu o quarto número 16 na Casa de Hóspedes Su-Casa em Islamabad, no Paquistão, e capturou Yousef antes que ele pudesse se mudar para Peshawar. Parker recebeu US$ 2 milhões do Programa Recompensas por Justiça pelas informações que levaram à captura de Yousef. Durante o ataque, os agentes encontraram os horários de voos da Delta Airlines e da United Airlines e componentes de bombas em brinquedos para crianças. Yousef tinha queimaduras químicas em seus dedos. Yousef foi enviado para uma prisão federal em Nova York e mantido lá até o julgamento.
Em 5 de setembro de 1996, Yousef e dois co-conspiradores foram condenados por seu papel na conspiração de Bojinka e sentenciados pelo juiz da Corte Distrital dos EUA, Kevin Duffy, a prisão perpétua sem possibilidade de liberdade condicional.
Em 12 de novembro de 1997, Yousef foi considerado culpado de planejar o atentado de 1993, e em 8 de janeiro de 1998, o juiz Duffy considerou Yousef culpado de tramar uma "conspiração sediciosa" para bombardear o World Trade Center, tendo condenado Yousef a prisão perpétua mais 240 anos de prisão por ambos os bombardeios. Ele também recomendou que toda a sentença de Yousef fosse servida em confinamento solitário.
Durante o julgamento de 1998, Yousef disse: 
Você continua falando também sobre a punição coletiva e matando pessoas inocentes para forçar os governos a mudar suas políticas; você chama isso de terrorismo quando alguém mataria pessoas inocentes ou civis para forçar o governo a mudar suas políticas. Bem, quando você foi o primeiro que inventou esse terrorismo.

Você foi o primeiro que matou pessoas inocentes, e você é o primeiro que introduziu esse tipo de terrorismo na história da humanidade quando você deixou cair uma bomba atômica que matou dezenas de milhares de mulheres e crianças no Japão e quando você matou mais de um cem mil pessoas, a maioria civis, em Tóquio, com bombardeios de fogo. Você os matou, queimando-os até a morte. E você matou civis no Vietnã com produtos químicos, como o chamado agente laranja. Você matou civis e pessoas inocentes, não soldados, pessoas inocentes a cada guerra que você foi. Você foi para as guerras mais do que qualquer outro país neste século, e então você tem a coragem de falar sobre matar pessoas inocentes.

E agora você inventou novas maneiras de matar pessoas inocentes. Você tem o chamado embargo econômico que não mata ninguém além de crianças e pessoas idosas, e que além do Iraque você tem colocado o embargo econômico em Cuba e em outros países por mais de 35 anos. . . O governo em suas súmulas e declaração de abertura disse que eu era um terrorista. Sim, sou terrorista e tenho orgulho disso. E eu apoio o terrorismo enquanto for contra o governo dos Estados Unidos e contra Israel, porque você é mais do que terroristas; foi você quem inventou o terrorismo e o usou todos os dias. Vocês são mentirosos, açougueiros e hipócritas.
Duff respondeu: 
Ramzi Yousef, você afirma ser um militante islâmico. De todas as pessoas mortas ou prejudicadas de alguma forma pela bomba do World Trade Center, você não pode nomear alguém que estivesse contra você ou sua causa. Você não se importava, contanto que você deixasse os cadáveres e as pessoas feridas.

Ramzi Yousef, você não está apto a defender o Islã. Seu Deus é a morte. Seu Deus não é Allah ...
Você não estava buscando conversões. A única coisa que você queria fazer era causar a morte. Seu Deus não é Allah. Você adora a morte e a destruição. O que você faz, você não faz por Allah; você faz isso apenas para satisfazer seu próprio senso distorcido de ego.
Você faria com que os outros acreditassem que você é um soldado, mas os ataques à civilização pelos quais você é condenado aqui foram ataques furtivos que procuraram matar e mutilar pessoas totalmente inocentes ...

Você, Ramzi Yousef, veio a este país fingindo ser um Fundamentalista islâmico, mas você se importava pouco ou nada com o Islã ou a fé dos muçulmanos. Em vez disso, você não adorou Allah, mas o mal que você mesmo se tornou. E devo dizer que como um apóstolo do mal, você tem sido mais eficaz
Yousef está preso na prisão de segurança máxima Supermax ADX Florence, em Florence, Colorado. As algemas usadas por Ramzi Yousef quando ele foi capturado no Paquistão são exibidas no Museu do FBI em Washington, DC Seu número de Preso Federal é: 03911-000.

## Conexão com Osama bin Laden
Em 1997, Osama bin Laden disse durante uma entrevista que não conhecia Yousef, mas afirmou conhecer Khalid Sheikh Mohammed, que é o suposto cérebro por trás dos ataques de 11 de setembro de 2001 e tio de Yousef. De acordo com a Comissão do 11 de Setembro, Khalid Sheikh Mohammed disse, sob interrogatório, que "Yousef não era membro da Al-Qaeda e que Yousef nunca conheceu Bin Laden". Alguns autores, entretanto, acreditam em uma ligação mais forte entre Yousef e bin Laden.